# Osvaldo Ingrao
Osvaldo Rubén Ingrao (Avellaneda, Provincia de Buenos Aires, Argentina; 1 de noviembre de 1957) es un exfutbolista y actual director técnico argentino. Jugaba como marcador central y su primer equipo fue El Porvenir. Su último club antes de retirarse fue Unión de Santa Fe.

## Clubes

### Como jugador
| Club                        | País      | Año       |
| --------------------------- | --------- | --------- |
| El Porvenir                 | Argentina | 1977-1980 |
| Chacarita Juniors           | Argentina | 1981-1983 |
| Gimnasia y Esgrima La Plata | Argentina | 1984-1986 |
| Independiente               | Argentina | 1986-1988 |
| Cruz Azul                   | México    | 1988-1989 |
| Atlante                     | México    | 1989-1990 |
| Unión de Santa Fe           | Argentina | 1990-1991 |
| Quilmes                     | Argentina | 1991      |
| Unión de Santa Fe           | Argentina | 1992-1993 |

### Como asistente técnico
| Club                  | País      | Año       |
| --------------------- | --------- | --------- |
| Quilmes               | Argentina | 1998-1999 |
| Godoy Cruz de Mendoza | Argentina | 1999-2000 |
| Atlético Tucumán      | Argentina | 2000-2001 |
| Selección de México   | México    | 2006      |
| Boca Juniors          | Argentina | 2006      |
| Ferro                 | Argentina | 2008-2009 |
| Atlético Rafaela      | Argentina | 2009-2011 |

### Como entrenador
| Club                        | País      | Año       |
| --------------------------- | --------- | --------- |
| Independiente (Reserva)     | Argentina | 2002-2005 |
| Gimnasia y Esgrima La Plata | Argentina | 2011      |
| Desamparados de San Juan    | Argentina | 2012-2013 |
| Ben Hur de Rafaela          | Argentina | 2014      |
| Villa San Carlos            | Argentina | 2015-2016 |

## Palmarés
| Título                     | Club                    | País      | Año  |
| -------------------------- | ----------------------- | --------- | ---- |
| Ascenso a Primera División | Gimnasia y Esgrima (LP) | Argentina | 1984 |